# 1583
1583 (MDLXXXIII) a fost un an comun al calendarului gregorian, care a început într-o zi de sâmbătă.

## Evenimente
- 29 august: Începe domnia lui Petru Cercel în Țara Românească (1583-1585).

## Nașteri
- 15 noiembrie: Théophile Raynaud, iezuit și teolog francez (d. 1663)

## Decese
- 7 decembrie: Nurbanu Sultan sultană otomană (n. 1525)
- 16 septembrie: Catherine Jagellon  (n. 1526)
- 28 martie: Magnus, duce de Holstein  (n. 1540)
- 9 septembrie: Humphrey Gilbert explorator britanic (n. 1539)
- mai: Andrei Kurbski  (n. 1528)
- 22 ianuarie: Antoinette de Bourbon aristocrată franceză (n. 1494)
- 5 decembrie: Ivan Fiodorov  (n. 1510)
- 28 mai: Lazarus von Schwendi  (n. 1522)
- dată necunoscută: Coresi Tipograf (n. ?)
- dată necunoscută: Iakiv Șah  (n. 1541)